# 五尺道
五尺道是中国古代修筑的一条连接中原、四川与云南的通道。一般认为是战国末期或秦代开凿，一种说法是：秦国蜀郡郡守李冰采用积薪烧岩的原始办法，开山凿岩，开通了此条道路。因路宽五尺，所以称为「五尺道」。汉武帝时，又派唐蒙对五尺道加以整修扩建，一直修到滇池。
四川师范大学教授段渝认为，五尺道早在商代就已由古蜀国“五丁力士”开凿，是古蜀国时期的官道。